# 하장중학교
하장중학교(下長中學校)는 대한민국 강원특별자치도 삼척시 하장면 광동리에 있는 공립 중학교이다.

## 학교 연혁
- 1969년 2월 2일 : 황지중학교 하장분교로 인가
- 1969년 10월 14일 : 하장중학교로 인가(3학급)
- 1985년 3월 25일 : 하장고등학교 설립 계획 승인(중 고 병설)
- 2023년 9월 1일 : 제28대 박대훈 교장 취임
- 2024년 1월 18일 : 제53회 졸업식 거행(졸업생 3명, 누계 2,865명)
- 2024년 3월 4일 : 입학식(신입생 4명)

## 참고 자료
- 하장중학교 - 한국교육학술정보원 학교알리미